# Kloten (Schweden)
Kloten ist ein kleiner Ort in Bergslagen in Schweden. Der Ort umfasst etwa 30 Einwohner.
Im ausgehenden 19. Jahrhundert war Kloten Endstation der von 1875 bis 1934 bestehenden Bahnstrecke Bånghammar–Kloten, da sich dort eine bedeutende Industrieanlage befand. Das Klotenverken  bestand aus Hüttenwerk und Gießerei. Es wurde 1910 stillgelegt.
Heute ist der Ort Ausgangspunkt des Weitwanderweges Bergslagsleden und liegt im Naturreservat Malingsbo–Kloten.